# Мюлау (Німеччина)
Мюлау (нім. Mühlau) — громада в Німеччині, розташована в землі Саксонія. Входить до складу району Середня Саксонія. Складова частина об'єднання громад Бургштедт.
Площа — 8,09 км2. Населення становить 2135 ос. (станом на 31 грудня 2020).